# Thiania latefasciata
Thiania latefasciata es una especie de araña saltarina del género Thiania, familia Salticidae. Fue descrita científicamente por Simon en 1877.
Habita en Filipinas.